# Idrottsföreningen Kamraterna
Idrottsföreningen Kamraterna (deutsch „Sportskameradschaft“), abgekürzt mit IFK, ist ein Zusammenschluss von Sportvereinen in Schweden und Finnland, ursprünglich auch in Dänemark und Norwegen. Die 1895 in Schweden gegründete Organisation hat heute in ihren 175 Vereinen über 100.000 Mitglieder.

## Geschichte

Die Mannschaft von IFK Eskilstuna 1904 mit dem typischen vierzackigen Stern auf dem Trikot

Am 1. Februar 1895 wurde Idrottsföreningen Kamraterna in Stockholm von den beiden Gymnasiasten Louis Zettersten und Pehr Ehnemark gegründet. Schnell entwickelten sich in anderen schwedischen Städten Dependancen von IFK Stockholm. Da die Organisation sich durch das rasante Wachstum zunehmend schwieriger gestaltete wurde 1901 eine Zentralorganisation oberhalb von IFK Stockholm gegründet und die Abteilungen in den anderen Städten als eigenständige Vereine weitergeführt.
IFK etablierte zu einer Zeit, da es kaum landesweite Sportverbände gab, erste Landesmeisterschaften. Teilweise existieren diese noch bis heute, größtenteils wurden diese jedoch eingestellt, als in den einzelnen Sportarten selbständige Landesmeisterschaften eingeführt worden waren. Beispielsweise gab es bis Mitte der 1920er Jahre die Kamratmästerskapen im Fußball, die nach einer kurzen Wiedereinführung während des Zweiten Weltkrieges 1945 endgültig wieder eingestellt wurden, während es heute noch Landesmeisterschaften im Bowling gibt.

## Mitgliedsvereine

### Schweden

Das Wappen von IFK Norrköping mit dem typischen vierzackigen Stern

- IFK Anderstorp
- IFK Arboga
- IFK Arvidsjaur
- IFK Askersund
- IFK Aspudden-Tellus
- IFK Bankeryd
- IFK Berga
- IFK Bergshamra
- IFK Bergvik
- IFK Borlänge
- IFK Borgholm
- IFK Edebäck/Uddeholm
- IFK Emtunga
- IFK Eskilstuna
- IFK Falköping
- IFK Falun
- IFK Fjärås
- IFK Gislaved
- IFK Gnarp
- IFK Grängesberg
- IFK Gävle
- IFK Göteborg
- IFK Hallsberg
- IFK Halmstad
- IFK Hammarö
- IFK Haninge
- IFK Hedemora
- IFK Helsingborg
- IFK Hindås
- IFK Holmsund
- IFK Hult
- IFK Hällingsjö
- IFK Härnösand
- IFK Hässleholm
- IFK Kalix
- IFK Kalmar
- IFK Karlshamn
- IFK Karlskrona
- IFK Kiruna
- IFK Klagshamn
- IFK Knislinge
- IFK Kristianstad
- IFK Kristinehamn
- IFK Kumla
- IFK Kungälv
- IFK Lammhult
- IFK Lane
- IFK Lidingö
- IFK Lindesberg
- IFK Linköping
- IFK Ludvika
- IFK Luleå
- IFK Lund
- IFK Malmö
- IFK Mariefred
- IFK Mariestad
- IFK Mockfjärd
- IFK Mora
- IFK Motala
- IFK Munkfors
- IFK Mölndal
- IFK Nora
- IFK Norrköping
- IFK Nyköping
- IFK Nyland
- IFK Oskarshamn
- IFK Orsjö
- IFK Påryd
- IFK Rundvik
- IFK Rättvik
- IFK Salem
- IFK Simrishamn
- IFK Skoghall
- IFK Skövde
- IFK Sollentuna
- IFK Stockaryd
- IFK Stockholm
- IFK Stocksund
- IFK Strängnäs
- IFK Strömstad
- IFK Strömsund
- IFK Sundsvall
- IFK Söderhamn
- IFK Tidaholm
- IFK Timrå
- IFK Trelleborg
- IFK Trollhättan
- IFK Tumba
- IFK Tuna
- IFK Täby
- IFK Tärendö
- IFK Uddevalla
- Ulricehamns IFK
- IFK Umeå
- IFK Uppsala
- IFK Valla
- IFK Varberg
- IFK Vaxholm
- IFK Viksjö
- IFK Visby
- IFK Våmhus
- IFK Vänersborg
- IFK Värnamo
- IFK Värsås
- IFK Västervik
- IFK Västerås
- IFK Växjö
- IFK Wreta Kloster
- IFK Ystad
- IFK Ålund
- IFK Åmål
- IFK Ölme
- IFK Örby
- IFK Örebro
- IFK Östersund
- IFK Österåker
- IFK Öxnehaga
- IFK Öxnevalla
- IFK Österbymo

### Finnland

Das Wappen von IFK Mariehamn

- IFK Björneborg
- Grankulla IFK
- Helsingfors IFK
- IFK Jakobstad
- IFK Lepplax
- IFK Mariehamn
- Vasa IFK
- IFK Willmanstrand
- IFK Uleåborg
- IFK Viborg
- Åbo IFK

### Dänemark
- IFK Aalborg

### Norwegen
- IFK Christiania